# Lökkös Antal
Lökkös Antal (Gór, 1928. október 20. –) író, könyvtáros, a svájci emigráns irodalom egyik szervezője.

## Élete
Kőszegen és Pannonhalmán járt gimnáziumba. 1948-ban szerzetesi fogadalmat tett, belépett a bencés rendbe. 1952-ben fogadalma alól felmentették. 1952-1954 között Balatonkenesén és Budapesten, a Ferencvárosban vasúti pályamunkás volt. Az ELTE bölcsészkarának esti tagozatán nyelvészetet és irodalmat tanult. Az 1956-os forradalom leverése után Svájcba emigrált. 1957-ben Rómában kezdett el publikálni a Békés Gellért szervezett Katolikus Magyar Egyetemi Mozgalom (Pax Romana) kongresszusok szépirodalmi mellékletében. Rómában jelent meg első kötete is.
Genfben telepedett le. 1963-ban a Genfi egyetemen magyar-latin-francia szakon diplomázott. A Nemzetközi Nevelésügyi Iroda munkatársa majd a Genfi Egyetemi Könyvtár könyvtárosa lett. Tanított a könyvtárképző Intézetben. Könyvtörténeti szakmunkái franciául jelentek meg, szépirodalmat viszont csak magyarul írt. Versei, paródiái, meséi egyaránt jelentek meg a Nemzetőrben, az Új Látóhatárban az Irodalmi újságban. Magyarországon csak 1992-től jelent meg kötete, szülővárosa támogatásával.

## Művei
- A kis tücsök története, versek, mesék, Róma, 1959
- Elveszett patakok, (versek), Brüsszel-München, 1960
- A csempész, (elbeszélés) Róma, 1962
- Balladák - énekek, (versek) Róma, 1967
- Bagoly mondja. (Irodalmi paródiák) Genf, 1977
- Le livre è Genève 1478-1500, katalógus, Genf, 1978
- Catalogue des incunables imprimés à Genève 1478-1500, Genf, 1978
- Les incunables de la Bibliothèque de Genève, katalógus, Genf, 1982
- Góri krónika (regény) Gór, 1992[6]

## Díjai
1968-tól Az Árpád Akadémia tagja
- Az Árpád Akadémia aranyérme 1968
- Sík Sándor-díj 1974[7]